# Karl Brunner (Pädagoge)

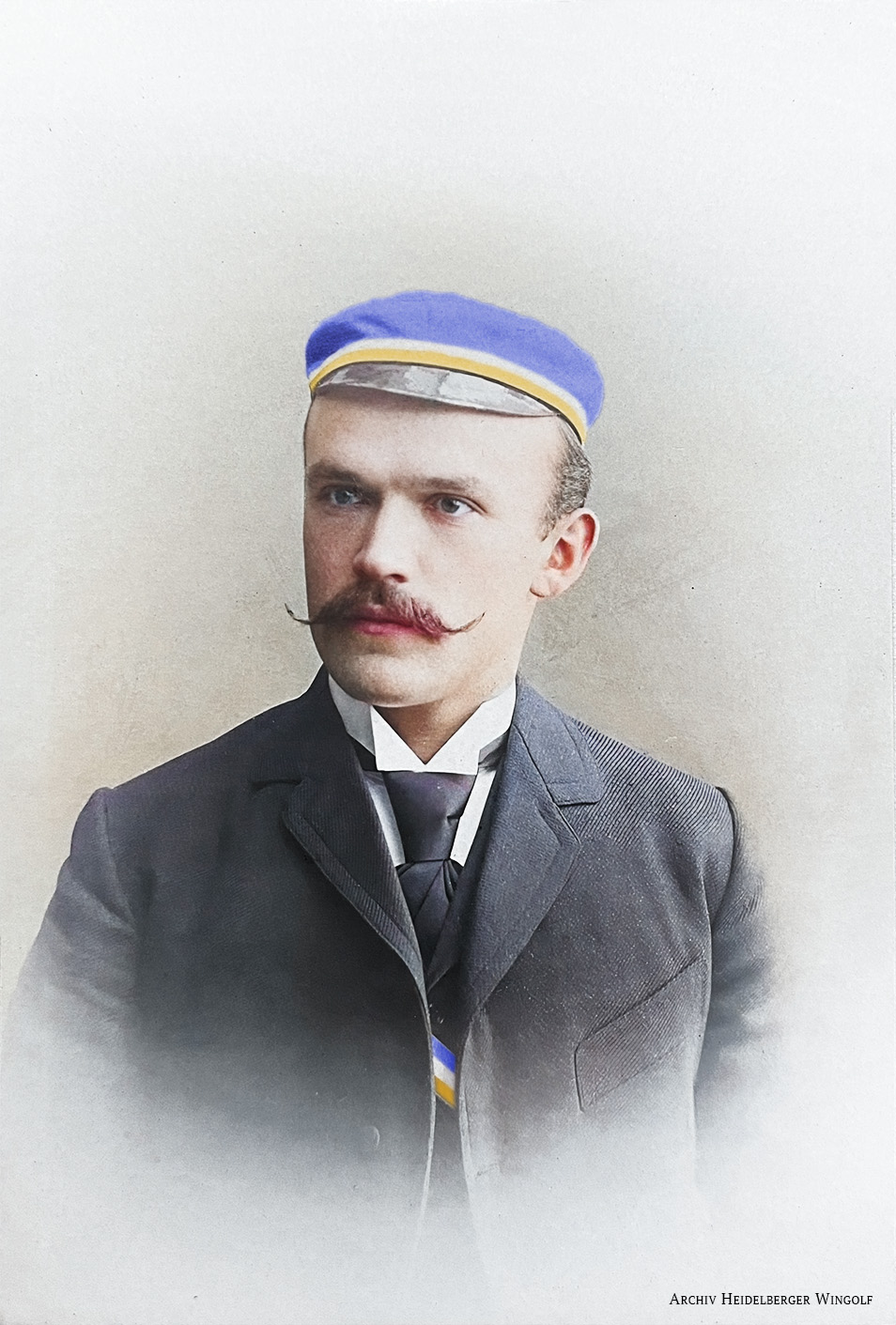
Karl Brunner als Wingolfit, koloriert

Karl Brunner (* 9. Juli 1872 in Bernstein, Bezirksamt Wunsiedel; † 1944 in Prien am Chiemsee) war ein deutscher Gymnasiallehrer. Bekannt wurde er als Literatur- und Kinozensor in Berlin 1911 bis 1922.

## Familie
Brunner war ein Sohn des königlichen Pfarrers Georg Martin Brunner und dessen Ehefrau Maria (geborene Hager) aus Hof. Er hatte einen älteren Bruder Georg Heinrich Brunner (* 18. Dezember 1869), der Theologie studierte und später als Gefängnisgeistlicher tätig war. Er heiratete am 5. April 1899 Emma Hartmann, die aus Salzburg stammte. Sie hatten vier Söhne und eine Tochter.

## Ausbildung und Lehrtätigkeit
Nach Besuch der Lateinschule mit Internat in Windsbach und Bestehen der Reifeprüfung im Herbst 1891 am Gymnasium in Bayreuth absolvierte  Brunner zunächst sein Militärjahr in Erlangen. Anschließend studierte er ab 1892 Geschichte, germanische und klassische Philologie, sowie Kunstgeschichte in Erlangen, 1893 in Heidelberg und 1894 in München. Zu seinen Lehrern gehörten unter anderem der Historiker Bernhard Erdmannsdörffer, die Philologen Karl Zangemeister und Iwan von Müller, sowie der Philosoph Kuno Fischer.
In Heidelberg wurde er 1895 mit einer Dissertation über der pfälzischen Wildfangstreit unter Kurfürst Karl Ludwig zum Dr. phil. promoviert. Im Folgejahr absolvierte Brunner die badische Oberlehrerprüfung in Karlsruhe und war anschließend bis 1897 als Erzieher beim Baron Lotzbeck in München tätig. Während seiner Studienzeit trat er dem Erlanger, Heidelberger und später auch dem Karlsruher Wingolf bei. Von 1897 bis 1902 war er im Generallandesarchiv Karlsruhe tätig. 1901 wurde er außerordentliches Mitglied der Badischen Historischen Kommission, für die er bereits 1897 tätig war. Von 1902 bis 1911 lehrte er als Privatdozent für Geschichte an der Technischen Hochschule in Karlsruhe. Parallel dazu unterrichtete er von 1903 bis 1911 als Professor am Reuchlin-Gymnasium Pforzheim.